# Reprezentacja Belgii na Mistrzostwach Europy w Wioślarstwie 2008
Reprezentacja Belgii na Mistrzostwach Europy w Wioślarstwie 2008 liczyła 3 sportowców. Najlepszym wynikiem było 2. miejsce w jedynce kobiet.

## Medale

### Złote medale
Brak

### Srebrne medale
jedynka (W1x): Annick De Decker

### Brązowe medale
Brak

## Wyniki

### Konkurencje mężczyzn
- dwójka podwójna wagi lekkiej (LM2x): François Libois, Kristof Dekeyser – 7. miejsce

### Konkurencje kobiet
- jedynka (W1x): Annick De Decker – 2. miejsce